# Großer Storchschnabelrüssler

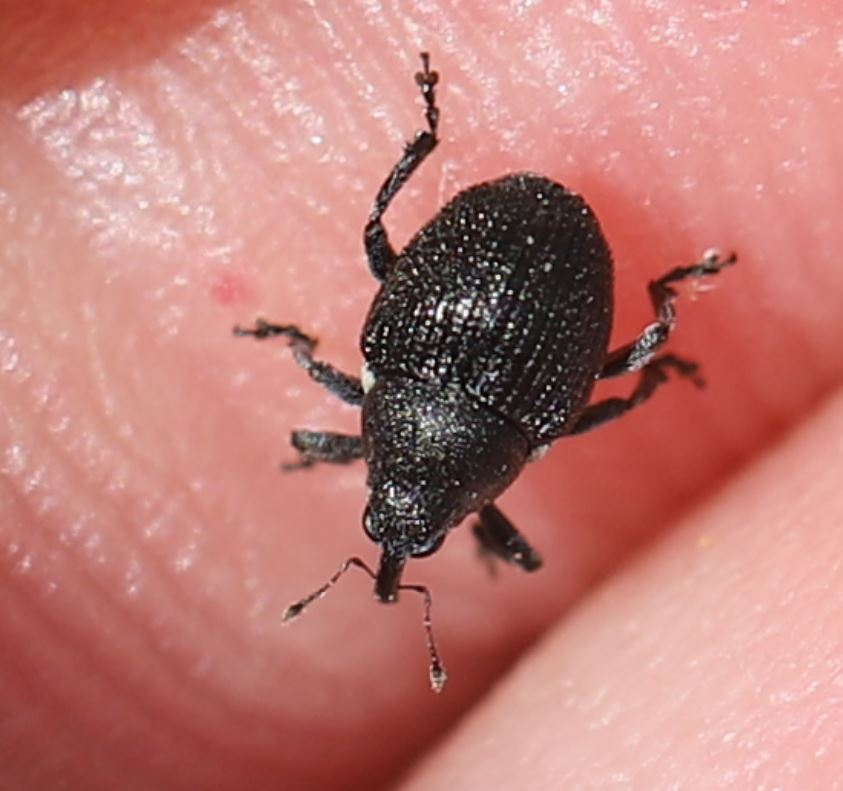

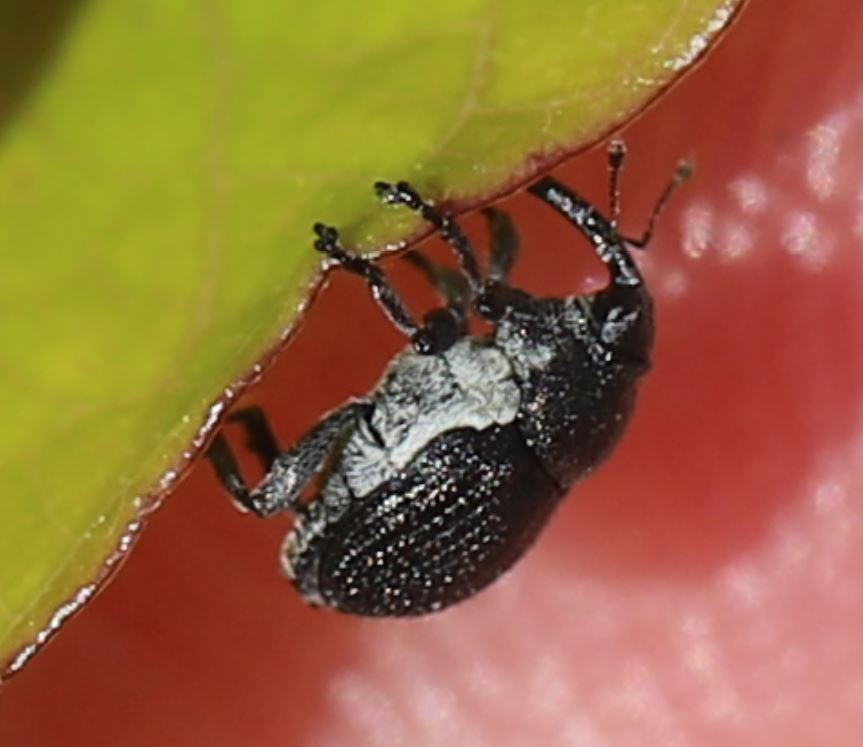

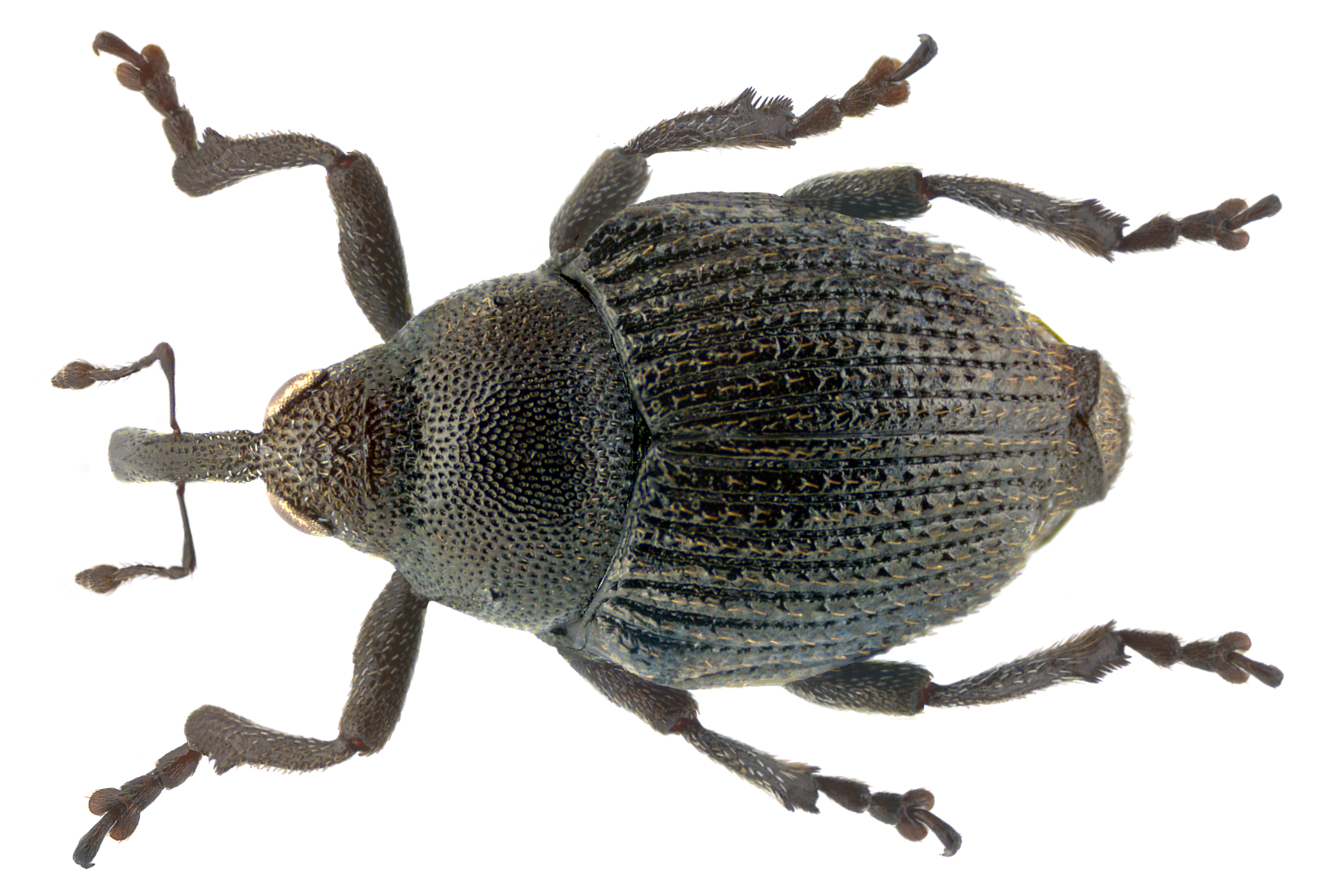
Präparat

Der Große Storchschnabelrüssler (Zacladus geranii) ist ein Käfer aus der Familie der Rüsselkäfer (Curculionidae). Er ist einer von drei Arten der Gattung Zacladus in Europa. In Mitteleuropa kommt neben ihm noch der Kleine Storchschnabelrüssler (Z. exiguus) vor.

## Beschreibung
Die Käfer sind 2,5–3,2 mm lang (gemessen von der Vorderkante der Augen bis zum hinteren Ende der Deckflügel). Der Halsschildkragen der tiefschwarzen, glänzenden Käfer ist nur leicht aufgebogen. Die Flügeldeckenzwischenräume weisen jeweils eine Reihe von Raspelkörnern auf, aus denen dunkelbraune kurze Härchen wachsen. Die Ventralseite der Käfer ist silberfarben.

## Ähnliche Arten
- Kleiner Storchschnabelrüssler (Zacladus exiguus) – Halsschildvorderrand fast senkrecht aufgebogen;[2] Raspelkörnchen der Flügeldecken größer.[2] Diese Art bevorzugt kleinblütige Geranium-Arten.

## Verbreitung
Die Käferart ist in Europa weit verbreitet. Ihr Vorkommen reicht im Norden bis nach England und nach Fennoskandinavien, im Süden bis in den Mittelmeerraum. Nach Osten erstreckt sich das Verbreitungsgebiet über Sibirien bis in die Mongolei. In Mitteleuropa ist die Art weit verbreitet, ihre Häufigkeit nimmt jedoch nach Norden hin ab, wo sie stellenweise fehlt.

## Lebensweise
Die Käferart ist an Storchschnäbel (Geranium) gebunden, hauptsächlich an besonders großblütigen Arten. Zu diesen gehören der Sumpf-Storchschnabel (Geranium palustre), der Braune Storchschnabel (Geranium phaeum), der Wiesen-Storchschnabel (Geranium pratense), der Pyrenäen-Storchschnabel (Geranium pyrenaicum), das Ruprechtskraut (Geranium robertianum), der Blutrote Storchschnabel (Geranium sanguineum) sowie der Wald-Storchschnabel (Geranium sylvaticum). Die Imagines beobachtet man von Mai bis September. Sie fressen an den Kronblättern der Wirtspflanzen. Die Eiablage findet in den Fruchtknoten oder in den Griffel der Wirtspflanze statt. Die geschlüpften Larven ernähren sich von den Samen der Pflanze. Die Larvenentwicklung dauert gewöhnlich bis Ende August. Anschließend wandern die Larven in den Boden, wo sie sich schließlich verpuppen.

## Gefährdung
Die Art gilt in Deutschland als ungefährdet.

## Taxonomie
In der Literatur finden sich folgende Synonyme:
- Curculio geranii Paykull, 1800
- Zacladus affinis (Paykull, 1792) nec Schrank 1781
- Rhynchaenus crenatus Gravenhorst, 1807
- Coeliodes fallax Boheman, 1844
- Coeliodes simplicicollis Reitter, 1901
- Zacladus subopacithorax Pic, 1916
- Allodactylus transversicollis Faust, 1894